# West Wellow
West Wellow – osada w Anglii, w Hampshire. Leży 14,3 km od miasta Southampton, 21,4 km od miasta Winchester i 120,5 km od Londynu. W 2001 miejscowość liczyła 2070 mieszkańców. W 1931 roku civil parish liczyła 663 mieszkańców.